# 敘爾文施泰因水庫

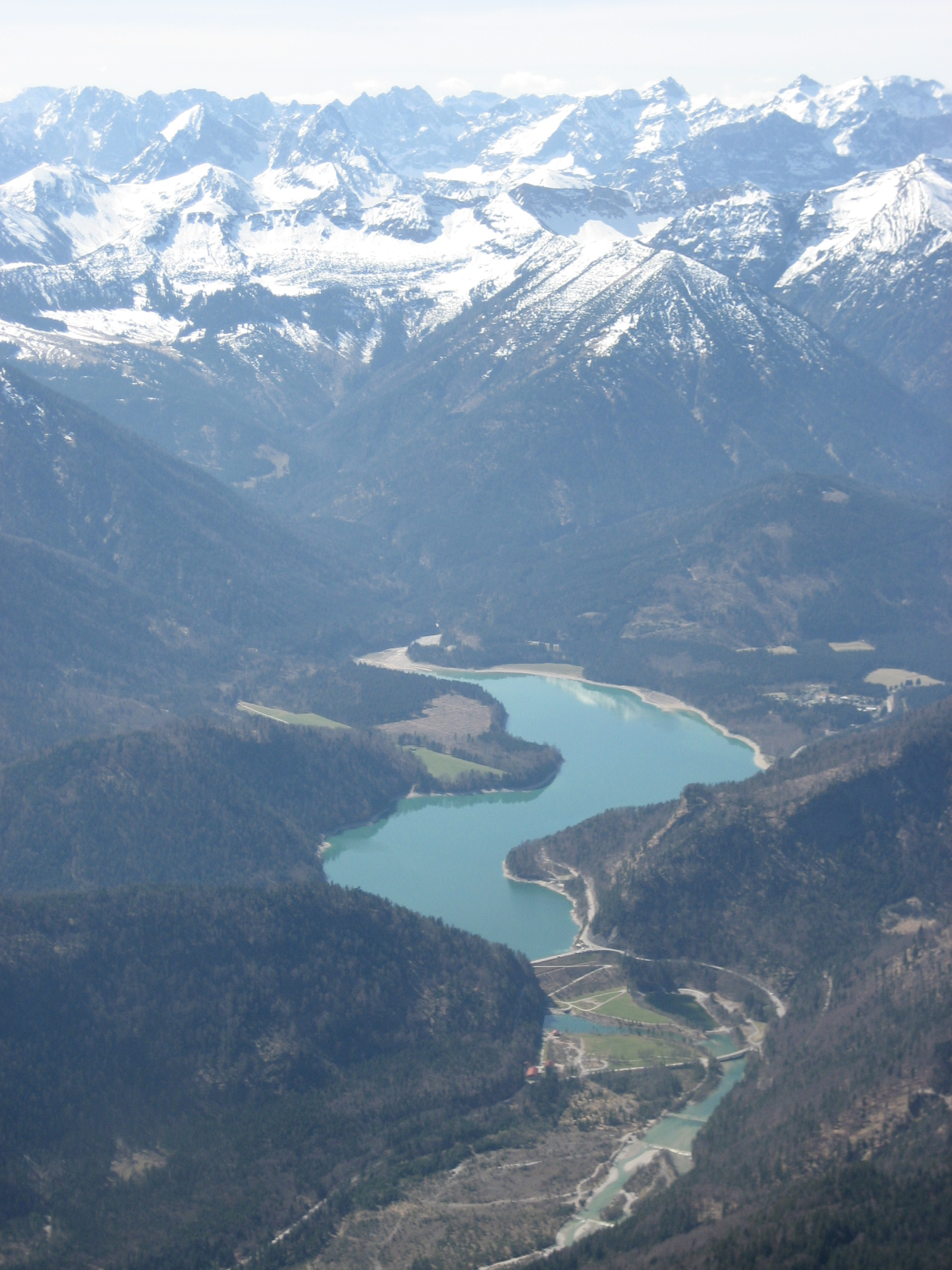

47°34′40″N 11°32′28″E / 47.57778°N 11.54111°E
敘爾文施泰因水庫（德語：Sylvensteinspeicher），又稱敘爾文施泰因湖（德語：Sylvensteinsee），是德國巴伐利亞州巴特特爾茨-沃爾夫拉茨豪森縣的水庫，位於該國東南部，長7公里、寬2公里，面積3.9平方公里，海拔高度767米，水體容量1億2,430萬立方米。